# Pavol Mudroch
Pavol Mudroch, též Pavel Mudroch (14. února 1872 Senica-Sotina – 1950), byl slovenský a československý politik a meziválečný senátor Národního shromáždění za Československou sociálně demokratickou stranu dělnickou.

## Biografie
Působil jako politik a řemeslník. Profesí byl domkářem v obci Sotina.
V parlamentních volbách v roce 1920 získal za Československou sociálně demokratickou stranu dělnickou senátorské křeslo v Národním shromáždění. V senátu setrval do roku 1925.
Jeho syny byli Pavol Mudroch mladší (1910–1944), který padl během Slovenského národního povstání, Ján Mudroch (1909–1968), slovenský malíř, Rudolf Mudroch (1913–1983) a podnikatel Lamprecht Mudroch pracující pro Siemens.[zdroj?]